# Julius August Fiedler
Julius August Fiedler (* 24. August 1841 in Oberwiesenthal; † 10. April 1903 in Chemnitz) war ein sächsischer Generalmajor.

## Leben
Julius August Fiedler trat 1857 in die Artillerieschule der sächsischen Armee unter Major Freyberg ein, wo unter anderem der spätere Oberst Andree sein Lehrer war. Nach vierjähriger Studienzeit in den Artillerie- und Ingenieurwissenschaften wurde er am 1. April 1861 als Portepeejunker dem Fußartillerieregiment überwiesen. Am 21. Juni desselben Jahres wurde er unter Beförderung zum Leutnant in das Pionier-Bataillon Nr. 12 versetzt. Anlässlich der Mobilmachung der sächsischen Armee im Zuge des kommenden Krieges gegen Preußen wurde er am 26. Mai 1866 zum Oberleutnant bei der 2. Kompanie unter Hauptmann Richter befördert. Er rückte mit diesem Verband an die Front und nahm unter anderem an der Befestigung von Problus am Tage der Schlacht von Königgrätz teil. Nach der Niederlage des Königreich Sachsen und der anschließenden Neuorganisierung der sächsischen Armee wurde er beim Pionier-Bataillon als Wirtschaftsoffizier verwendet. Am 2. Mai 1868 wurde er zum Hauptmann befördert und in die Ingenieur-Abteilung des sächsischen Generalstab befehligt, wo er als Nachfolger von Major Andree zum Festungsingenieur auf der Festung Königstein ernannt wurde.
Nach Ausbruch des Krieges gegen Frankreich blieb er mit der 1. Kompanie des Pionier-Bataillon Nr. 12 in Sachsen und bildete mit dieser die Ersatzabteilung des Pionier-Bataillons, welche zur Ausbildung des Ersatzes in Dresden verwendet wurde. Nach Kriegsende wurde er zunächst als Kompaniechef in die 4. Kompanie und dann in gleicher Eigenschaft zur 2. Kompanie des Bataillons versetzt. In dieser Position erfolgte seine gleichzeitige Versetzung zu den Festungsbauten in Metz, während welcher Zeit der Hauptmann Vollert die Kompanie führte. 1875 kehrte er unter Verleihung des preußischen Kronenorden III. Klasse nach Sachsen zurück und übernahm erneut die Kompanie, bis er 1879 erneut in die Ingenieur-Abteilung des Generalstabes versetzt wurde. Er diente dabei im Topographischen Bureau unter Oberst Astulf Vollborn und wurde in dieser Position am 23. April 1881 zum chargierten Major befördert. Das Patent erhielt er am 17. September 1882. In den Jahren 1884 bis 1886 wurde er zur königlich-preußischen Landesaufnahme befehligt. Nachdem Oberst Vollborn am 11. April 1886 unter Verleihung des Charakters eines Generalmajors in den Ruhestand trat, wurde Major Fiedler vom sächsischen König zu dessen Nachfolger als Direktor des Topographischen Bureaus ernannt. In dieser Eigenschaft erfolgte am 23. Mai 1887 die Beförderung zum Oberstleutnant und am 23. September 1890 die zum Oberst. 1891 wurde er gleichzeitig auch Geniedirektor. Am 23. April 1894 erhielt er den Charakter eines Generalmajors. 1896 wurde er unter Genehmigung seines Abschiedsgesuches zur Disposition gestellt.
Er wurde auf dem Trinitatisfriedhof in Chemnitz begraben.